# 91夯先生
91夯先生（1979年2月26日—），原名王笑雷，中华人民共和国黑龙江省哈尔滨人。在中国大陆与上百名女性性交并拍摄色情视频，因制作、贩卖淫秽物品牟利罪被判入刑。

## 个人简介
夯先生身高1.8米，是计算机硕士，从英国留学回到中国，是莱美（中国）的大中华区销售总监，年薪为百万人民币，有一个老婆和女儿。

## 拍摄色情影片
夯先生由于工作需要，经常出入机场、饭店、酒吧等场所，因此经常接触女性并与女性性交。
2015年下半年，夯先生在浏览色情网站时，发现很多人在网络上发自拍色情影片，想到自身性交经历，觉得自己可以制作影片。随后，夯先生注册网名为“夯先生”的账号，开始在网站上传一些自行拍摄的色情影片。
随着知名度越来越高，夯先生决定通过贩卖色情影片来赚钱，他对每部影片进行明码标价并在网上公开出售。过了一段时间，他发现一个人行动太忙碌，因此找到南京一家法资企业工程师刘某和留美学生杨某合作。夯先生负责拍摄、对影片进行打码、加密，杨某负责在色情网站上挂样片、联络客户和维护网盘，刘某负责通过中国境外一款软件，向购买影片者收取费用。收入夯先生和杨某以百分之八十、百分之二十进行分成，刘某每次帮忙转账可以分到几百元人民币。至2018年初，三人共销售出“夯先生系列”色情影片100多部，购买者遍及多个国家和地区并达到上万人次，三人从中获利近百万元人民币。

## 被捕和审判
2016年底，中国浙江丽水公安局接到网吧业主报警，称有人在网吧电脑观看色情影片。丽水市网警大队大队长带执法人员赶到现场时，涉案人已经逃跑，只留下电脑的色情网站。通过色情网站，丽水警方在2017年成功抓获3名运营色情网站的站长。3人交代网站大部分的色情影片是从某网站拍摄视频的人购买，警方调查查到夯先生的团伙。2018年1月，办案民警在成都机场抓获准备出境的杨某，之后到南京将刘某抓获。2018年1月31日，在上海警方的配合下，丽水警方在夯先生就职的上海公司将夯先生抓获。
2018年7月31日，浙江丽水市莲都区人民法院公开审理该案，人民法院经审理认为，三人以牟利为目的制作贩卖淫秽物品，情节特别严重，其行为已构成制作、贩卖淫秽物品牟利罪。判处夯先生有期徒刑11年，并处罚40万元人民币；判处杨某有期徒刑6年，并处罚15万元人民币；判处刘某有期徒刑3年缓刑5年，并处罚金5万元人民币。三人所得83万6千元人民币上缴国库，作案工具没收。